# 切廖哈河
57°46′10.53″N 28°21′35.16″E / 57.7695917°N 28.3597667°E

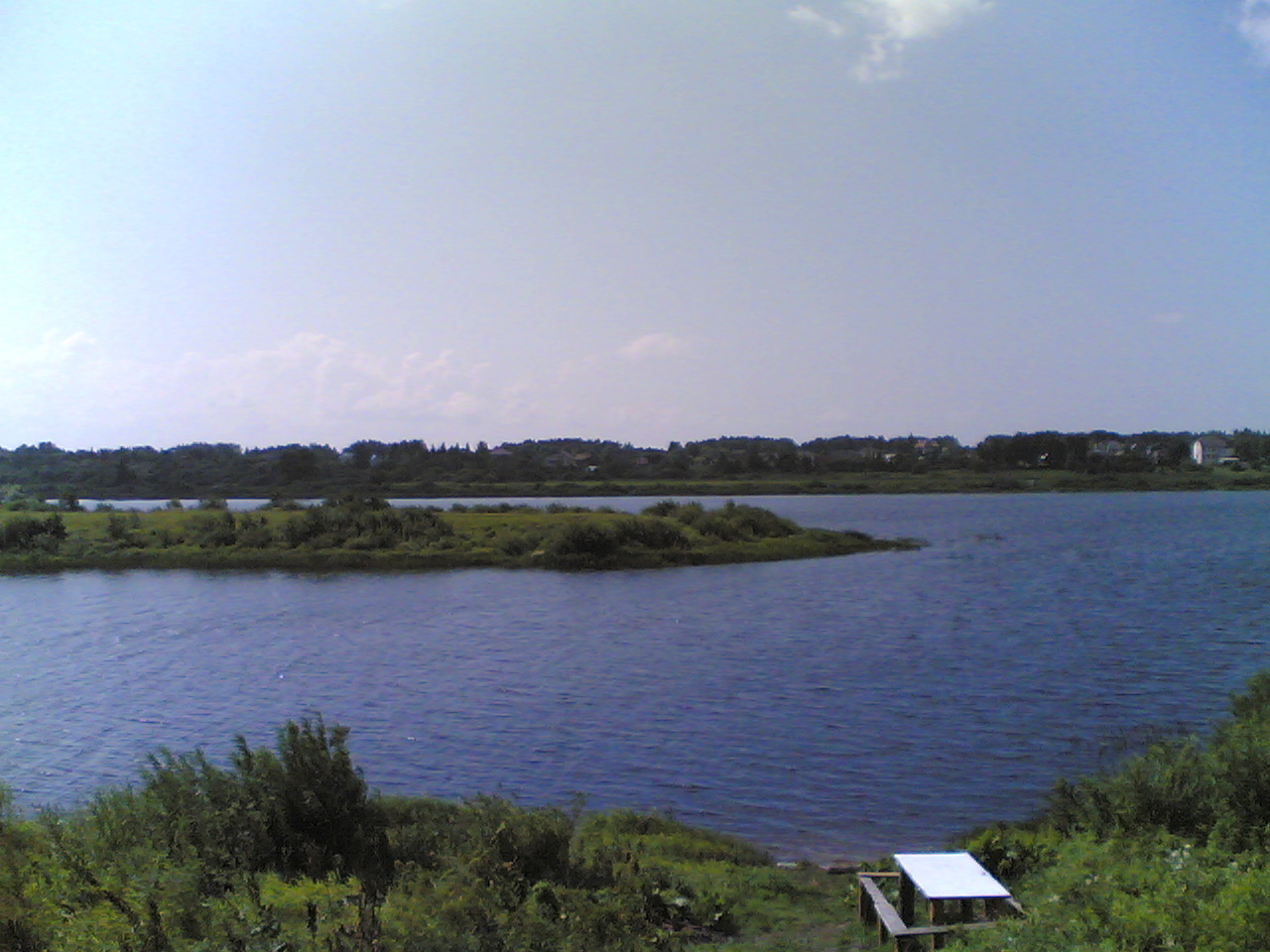

切廖哈河（俄语：Черёха），是俄羅斯的河流，位於該國西部普斯科夫州，屬於韋利卡亞河的右支流，發源自奧斯特羅夫東南面，河道全長145公里，流域面積3,230平方公里。